# Carlisle (Iowa)
Carlisle ist eine Stadt (mit dem Status „City“) im Polk und im Warren County im US-amerikanischen Bundesstaat Iowa. Im Jahr 2010 hatte Carlisle 3876 Einwohner, deren Zahl sich bis 2013 auf 3951 erhöhte. Das U.S. Census Bureau hat bei der Volkszählung 2020 eine Einwohnerzahl von 4.160 ermittelt.
Carlisle ist Bestandteil der Metropolregion um Iowas Hauptstadt Des Moines.

## Geografie
Carlisle liegt im südlichen Zentrum Iowas, im südöstlichen Vorortbereich von Des Moines. Die Stadt liegt am rechten Ufer des Des Moines River, einem rechten Nebenfluss des Mississippi.
Die geografischen Koordinaten von Carlisle sind 41°30′03″ nördlicher Breite und 93°29′28″ westlicher Länge. Die Stadt erstreckt sich über eine Fläche von 14,4 km² und verteilt sich über die Allen Township des Polk County sowie die Allen Township des Warren County.
Nachbarorte von Carlisle sind Pleasant Hill (14,2 km nordnordwestlich), Altoona (22,7 km nördlich), Runnells (25,5 km östlich), Hartford (9,5 km südöstlich), Ackworth (20 km südlich), Indianola (21 km südsüdwestlich), Norwalk6 (23,1 km westlich).
Das Stadtzentrum von Des Moines liegt 22 km nordwestlich. Die nächstgelegenen weiteren größeren Städte sind die Twin Cities (Minneapolis und St. Paul) in Minnesota (412 km nördlich), Rochester in Minnesota (358 km nordnordöstlich), Waterloo (187 km nordöstlich), Cedar Rapids (194 km ostnordöstlich), Iowa City (193 km östlich), Kansas City in Missouri (304 km südsüdwestlich), Nebraskas größte Stadt Omaha (235 km westlich), Sioux City (324 km westnordwestlich) und South Dakotas größte Stadt Sioux Falls (458 km nordwestlich).

## Verkehr
Der zum Freeway ausgebaute U.S. Highway 65, der die östliche Umgehungsstraße des Großraums Des Moines bildet, führt entlang der nordwestlichen Stadtgrenze von Carlisle. Der ebenfalls vierspurig ausgebaute Iowa State Highway 5 führt in Nordwest-Südost-Richtung durch das Zentrum von Carlisle. Alle weiteren Straßen sind untergeordnete Landstraßen, teils unbefestigte Fahrwege sowie innerörtliche Verbindungsstraßen.
Von Nordwest nach Südost führt eine Eisenbahnlinie für den Frachtverkehr der Union Pacific Railroad (UP) durch das Stadtgebiet von Carlisle.
Der nächste Flughafen ist der 19 km westnordwestlich gelegene Des Moines International Airport.

## Bevölkerung
Nach der Volkszählung im Jahr 2010 lebten in Carlisle 3876 Menschen in 1474 Haushalten. Die Bevölkerungsdichte betrug 269,2 Einwohner pro Quadratkilometer. In den 1474 Haushalten lebten statistisch je 2,57 Personen.
Ethnisch betrachtet setzte sich die Bevölkerung zusammen aus 96,7 Prozent Weißen, 0,4 Prozent Afroamerikanern, 0,1 Prozent amerikanischen Ureinwohnern, 0,5 Prozent Asiaten sowie 0,5 Prozent aus anderen ethnischen Gruppen; 1,9 Prozent stammten von zwei oder mehr Ethnien ab. Unabhängig von der ethnischen Zugehörigkeit waren 2,0 Prozent der Bevölkerung spanischer oder lateinamerikanischer Abstammung.
28,9 Prozent der Bevölkerung waren unter 18 Jahre alt, 56,4 Prozent waren zwischen 18 und 64 und 14,7 Prozent waren 65 Jahre oder älter. 51,8 Prozent der Bevölkerung waren weiblich.
Das mittlere jährliche Einkommen eines Haushalts lag bei 54.560 USD. Das Pro-Kopf-Einkommen betrug 25.681 USD. 9,6 Prozent der Einwohner lebten unterhalb der Armutsgrenze.